# Blektonad kalvingeslända
Blektonad kalvingeslända (Mesopsocus unipunctatus) är en insektsart som först beskrevs av Müller 1764.  Blektonad kalvingeslända ingår i släktet Mesopsocus och familjen kalvingestövsländor. Hanens vingar är genomskinliga med ett brunt vingmärke, medan honans vingar är reducerade. Den lever på bark av löv- och barrträd och blir upp till 5 mm. Den finns på sandiga platser, särskilt längs kusten och är allmän på sensommaren. Arten är reproducerande i Sverige. Inga underarter finns listade i Catalogue of Life.